# Özlem Onaran
Özlem Onaran ist eine türkisch-deutsche Wirtschaftswissenschaftlerin und seit 2012 Professorin für Volkswirtschaftslehre an der University of Greenwich in London. Dort leitet sie das Greenwich Political Economy Research Centre (GPERC) und ist Co-Direktorin des Institute of Political Economy, Governance, Finance and Accountability. Ihre Forschung konzentriert sich auf Makroökonomie und soziale Ungleichheiten, insbesondere lohnorientiertes Wachstum, Beschäftigung, Fiskalpolitik, Gender-Aspekte und Wirtschaftskrisen. Onaran vertritt dabei eine Politik, die auf mehr Gerechtigkeit, Vollbeschäftigung und Klimaschutz abzielt und ist eng mit den UN Sustainable Development Goals verbunden.

## Biografie
Sie ist seit 2012 Professorin für Volkswirtschaftslehre an der University of Greenwich in London. Zuvor arbeitete sie an der University of Westminster, University of Middlesex, Fachhochschule Berlin, Wirtschaftsuniversität Wien, Technische Universität Istanbul und University of Massachusetts Amherst. Sie war außerdem in der Privatwirtschaft bei der Yapi Kredi Bank in Istanbul tätig.
Sie übernahm die Leitung an verschiedenen Forschungsprojekten. Darunter für die UN International Labour Organisation, UNCTAD, TUAC/OECD, ESRC Rebuilding Macroeconomics, das Institute for New Economic Thinking, die Foundation of European Progressive Studies, den IGB, Care Work and the Economy, die Arbeiterkammer Wien, den Österreichischen Wissenschaftsfonds und Unions21.
Onaran leitet das Greenwich Political Economy Research Centre (GPERC) und ist Co-Direktorin des Institute of Political Economy, Governance, Finance and Accountability. Zudem ist sie Mitglied im wissenschaftlichen Rat der Foundation for European Progressive Studies (FEPS), im Policy Advisory Group der Women's Budget Group, im Wissenschaftlichen Beirat der Hans-Böckler-Stiftung und im Koordinierungsausschuss des Forschungsnetzwerks der Makroökonomie und makroökonomischen Politik.

## Arbeitsschwerpunkte
Özlem Onaran beschäftigt sich auf interdisziplinäre Art und Weise mit der Makroökonomie und damit verbundenen sozialen Ungleichheiten. Zudem verfasste sie umfangreiche Arbeiten zu lohnorientiertem Wachstum, Beschäftigung, Fiskalpolitik, Geschlecht und Krisen. Dabei kombiniert sie theoriegeleitete Modelle mit einer empirischen Analyse. Es ergibt sich einerseits eine umfassende Kritik an neoliberalen Wirtschaftsstrategien und andererseits eine Implikation für eine Politik, die sich auf mehr Gerechtigkeit, Beschäftigung und Klimaschutz fokussiert.
Ihre Arbeiten beziehen sich auf SDG 13 (Maßnahmen zum Klimaschutz), SDG 5 (Gleichstellung der Geschlechter), SDG 10 (Weniger Ungleichheiten) und SDG 8 (Menschenwürdige Arbeit und Wirtschaftswachstum).

### Lohnorientiertes Wachstum
Das Konzept des „wage-led growths“ bildet einen Schwerpunkt ihrer Forschung. Onaran argumentiert, dass der Neoliberalismus und damit einhergehend sinkende Löhne in den vergangenen Jahrzehnten zu Schulden und innergesellschaftlichen sowie internationalen Ungleichgewichten geführt haben. Aufgrund dessen schlägt sie eine politische Kombination von Lohnerhöhungen, reduzierter Arbeitszeit und mehr öffentlichen Investitionen vor (bspw. in der Infrastruktur), welche das BIP in G20-Ländern steigern könnte.

### Arbeitszeitverkürzung
Angesichts der Green-Care-Transition argumentiert sie, dass eine kürzere Arbeitswoche nicht aus ökologischer, sondern auch aus sozialer Perspektive effektiv sei. Bei gleichbleibendem BIP verbessere sich insbesondere für Frauen der Zugang zum Arbeitsmarkt und erhöhe damit die allgemeine Beschäftigung. Gleichzeitig verringere sich die Umweltbelastung.

## Bibliografie (Auswahl)

### Monografien und Berichte
- Onaran, Özlem, Guschanski, Alexander and Rabensteiner, Thomas (2024) Business case for a New Deal for workers: what is good for workers is good for the economy.
- Onaran, Özlem (Dezember 2022) The Political Economy of the Cost of Living Crisis in the UK: What Is to Be Done? Working Paper präsentiert auf der Konferenz „Global Inflation Today“, Political Economy Research Institute (PERI), University of Massachusetts Amherst.
- Tippet, Benjamin, Wildauer, Rafael and Onaran, Özlem (2021) The case for a progressive annual wealth tax in the UK.
- Tori, Daniele und Onaran, Özlem (2017) Financialisation and physical investment: a global race to the bottom in accumulation? UNCTAD Research Paper, Nr. 17. Genf: United Nations Conference on Trade and Development (UNCTAD).

### Peer-Reviewed Zeitschriftenartikel
- Daniele Tori, Özlem Onaran, Financialisation and firm-level investment in developing and emerging economies, Cambridge Journal of Economics, Volume 46, Issue 4, July 2022, Pages 891–919, doi:10.1093/cje/beac030
- Onaran, Ö., Oyvat, C., & Fotopoulou, E. (2022). A Macroeconomic Analysis of the Effects of Gender Inequality, Wages, and Public Social Infrastructure: The Case of the UK. Feminist Economics, 28(2), 152–188. doi:10.1080/13545701.2022.2044498
- Tippet, B., Onaran, Ö. and Wildauer, R. (2024), The Effect of Labor's Bargaining Power on Wealth Inequality in the UK, USA, And France. Review of Income and Wealth, 70: 102-128. doi:10.1111/roiw.12626

### Sammelbände, Blogs & Policy Briefs
- Onaran, Ö., Oyvat, C. und Fotopoulou, E. (o. J.) A purple, green and red new deal for equitable sustainable development in the UK. London: Women's Budget Group (WBG).
- Onaran, Özlem (2018) Public investment in social infrastructure for a caring, sustainable and productive economy. In: McDonnell, John, (ed.) Economics for the Many.Verso. ISBN 978-1788732239